# Camillo Hölzel
Camillo Hölzel (* 6. Dezember 1908 in Sebnitz; † 11. September 1974 in München) war ein deutscher politischer Aktivist (KPD).

## Leben
Hölzel war eines von vier Kindern eines Arbeiters und einer Blumenarbeiterin. Während des Ersten Weltkriegs verzog die Familie von Sebnitz nach Tautewalde bei Bautzen. Hölzel erlernte nach dem Schulbesuch den Kaufmannsberuf. 
Um 1928 wurde Hölzel Mitglied der KPD. Für diese agierte er ab 1930 u. a. als Vortragsredner. Von 1932 bis 1933 war er Arbeitsgebietsleiter der KPD im Unterbezirk Bautzen.
Nach der Machtergreifung der Nationalsozialisten 1933 wurde Hölzel in „Schutzhaft“ genommen und in das Bautzener Lager Kupferhammer gesperrt. Nach seiner Freilassung siedelte er in die Tschechoslowakei über. Zusammen mit anderen Exilkommunisten wie Gerhard Donath organisierte er bis 1935 die Einschleusung illegaler Literatur aus der Tschechoslowakei nach Berlin und andere Städte im Reichsgebiet: Das verbotene Schrifttum (so z. B. das Braunbuch über den Reichstagsbrand) konnte erfolgreich eingeschmuggelt werden, indem man dieses als Gemüsetransporte tarnte.
1935 beauftragte die Führung der Exil-KPD Hölzel mit der Leitung des Grenzabschnittes Niedereinsiedel an der deutsch-tschechoslowakischen Grenze, d. h., er hatte die illegale Grenzarbeit der KPD in diesem Gebiet zu beaufsichtigen (nachrichtendienstliche Überwachung des Gebietes, Organisation von Grenzübertritten von Kurieren in oder aus Deutschland, Organisation des Grenzübertritts von kommunistischen Flüchtlingen aus dem Reichsgebiet in die Tschechoslowakei, Einschleusung von Propagandamaterial, Aufbau eines Verbindungsnetzwerkes usw.), wobei er unter dem Decknamen Hans agierte. Diese Aufgabe führte er bis 1938 aus.
Um 1935 geriet Hölzels ins Visier der nationalsozialistischen Polizeiorgane: Seine Mutter wurde zeitweise in Haft genommen, um seinen Aufenthaltsort zu eruieren. Um 1936 verübten deutsche Agenten in Rumburg ein Giftattentat auf ihn.
Nach dem Münchner Abkommen Ende September 1938 floh Hölzel nach Prag, von wo er am 14. Januar 1939 nach Großbritannien ausgeflogen wurde.
Daraufhin stuften die Nationalsozialisten Hölzel als Staatsfeind ein: Im Frühjahr 1940 setzte das Reichssicherheitshauptamt in Berlin ihn auf die Sonderfahndungsliste G.B., ein Verzeichnis von Personen, die im Falle einer erfolgreichen deutschen Invasion Großbritanniens durch die Sonderkommandos der SS-Einsatzgruppen mit besonderer Priorität ausfindig gemacht und verhaftet werden sollten.